# Peetri

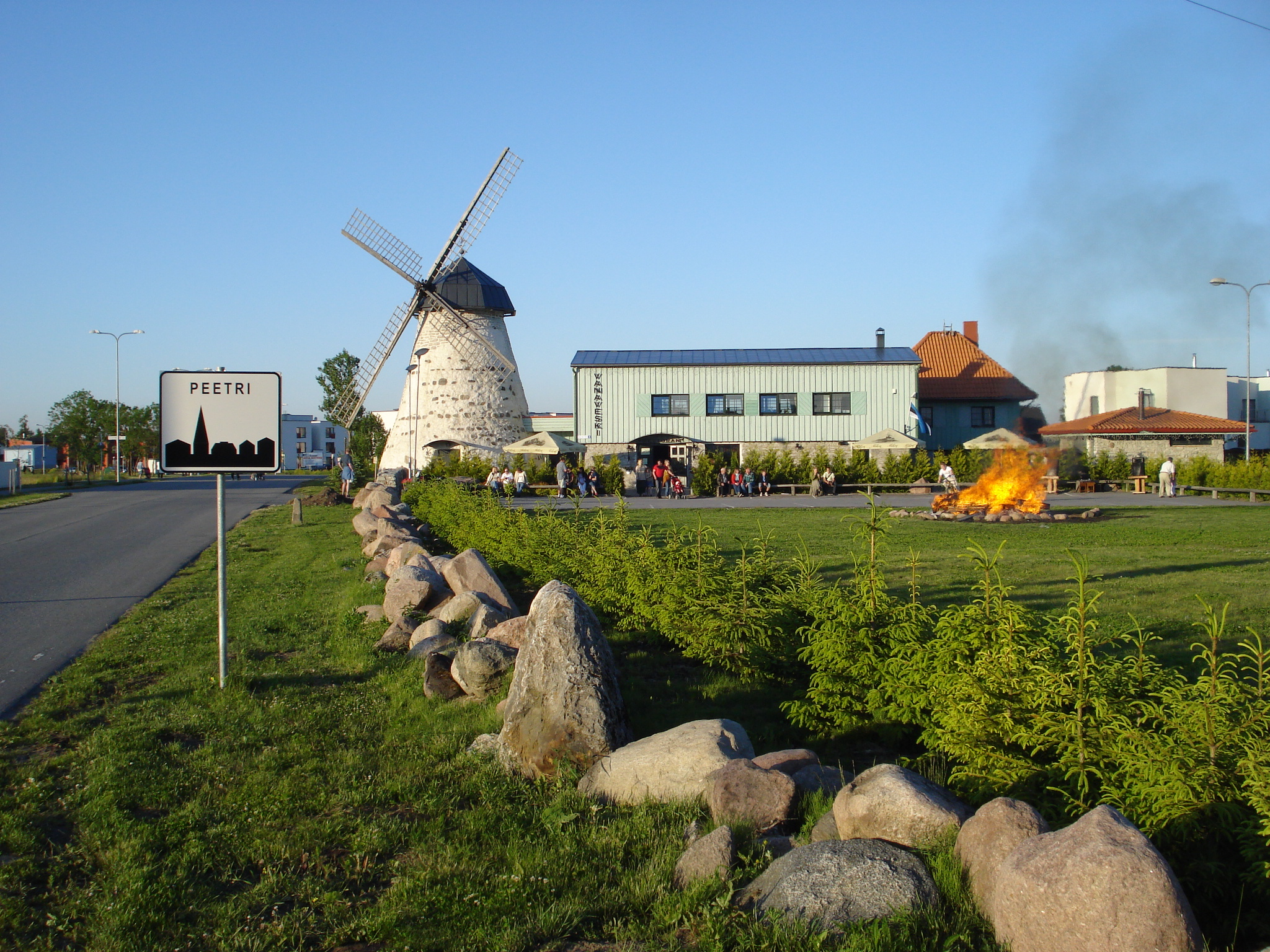

Peetri (také Peetriküla v mluveném jazyce) je vesnice (küla) v obci Rae, kraj Harjumaa v severním Estonsku. Sousedí s městem Tallinn. Peetri je největší sídlo Estonska se statusem vesnice.
Podle oficiálního sčítání lidu k 1. lednu 2012 mělo Peetri 3 012 obyvatel, odhady však uváděly rozmezí 3 700–4 000 obyvatel; podle oficiální evidence obyvatel žilo k 1. lednu 2021 v Peetri 5 859 obyvatel. Podle údajů ze sčítání lidu byl podíl etnických Estonců 82,8 %; 17,2 % nebylo Estonců.
V Peetri se nachází více než 500 rodinných domů, několik desítek obytných bloků, dětská školka a základní škola s tělocvičnou, bazénem a stadionem. Na podzim roku 2009 byla dokončena stavba veřejné knihovny.
Dálnice E263 Tallinn–Tartu–Võru–Luhamaa rozděluje Peetri na větší západní část a menší východní část (Mõigu). Rozloha vesnice činí 4,60 km², hustota obyvatelstva přesahuje 1115 osob/km².
První písemná zmínka o obci pochází z roku 1631 (tehdy pod jménem Petriküll) v souvislosti s prodejem panství Mõigu. Nejstarší dochovanou stavbou je budova bývalého větrného mlýna (1868), ve které se nyní nachází restaurace "Vana Veski" ("Starý mlýn").